# Live! Tonight! Sold Out!!
Live! Tonight! Sold Out!! è un video album del gruppo grunge statunitense Nirvana pubblicato il 15 novembre 1994 in VHS.

## Il disco
La versione DVD fu pubblicata il 7 novembre 2006. Kurt Cobain aveva registrato gran parte del video da solo, ma non l'aveva completato quando morì. Fu così che Dave Grohl e Krist Novoselic, gli altri due membri dei Nirvana, lavorarono con il produttore Kevin Kerslake per completare il video, cercando di rimanere il più possibile vicino alla versione di Cobain.
Gran parte del materiale fu registrato tra il 1991 e il 1992. La parte più recente fu registrata il 23 gennaio 1993 all'Hollywood Rock Festival in Brasile. All'inizio della cassetta appare un messaggio che dice che a causa della morte di Cobain, il video non fu mai completato.

## Tracce
1. Aneurysm (In due parti: 1991.11.25 - Amsterdam, Paesi Bassi, e 1993.01.23 - Hollywood Rock, Rio de Janeiro, Brasile. Incorrettamente segnato come 1993.01.16 São Paulo, Brasile sulla copertina)
2. About a Girl (1991.10.31 - Seattle, Washington)
3. Dive (1993.01.23 - Hollywood Rock, Rio de Janeiro, Brasile. Incorrettamente segnato 1993.01.16 - São Paulo, Brasile sulla copertina)
4. Love Buzz (1991.10.19 - Dallas, Texas / 1991.11.25 - Amsterdam, Paesi Bassi)
5. Breed (1991.10.31 - Seattle, Washington)
6. Smells Like Teen Spirit (1991.11.27 - Show televisivo del Regno Unito Top of the Pops)
7. Negative Creep (1992.02.22 - Honolulu, Hawaii)
8. Come as You Are (1991.11.25 - Amsterdam, Paesi Bassi)
9. Territorial Pissings (1991.12.06 - Show televisivo del Regno Unito Jonathan Ross / 1991.11.25 - Amsterdam, Paesi Bassi)
10. Something in the Way (1992.02.14 - Osaka, Giappone)
11. Lithium (1992.08.30 - Reading, Inghilterra)
12. Drain You (1991.11.25 - Amsterdam, Holland)
13. Polly (1991.10.31 - Seattle, Washington)
14. Sliver (1991.11.25 - Amsterdam, Paesi Bassi)
15. On a Plain (1992.06.26 - Roskilde, Danimarca)
16. Endless, Nameless (1991.10.31 - Seattle, Washington)

- Lounge Act, dall'album Nevermind, è suonata durante i titoli di coda.
- Numerosi altri episodi appaiono nel video, come l'esibizione del gruppo al Saturday Night Live nel 1992.

### Tracce bonus del DVD
Nel DVD, oltre a quelle sopra elencata, ci sono altre tracce del concerto al Paradiso Club in Amsterdam, Paesi Bassi, il 25 novembre 1991:
1. School
2. About a Girl
3. Been a Son
4. On a Plain
5. Blew

- Presente anche un ghost track alla fine dei titoli di coda, una registrazione di On a Plain.

## Posizione nelle classifiche
DVD
| Anno | Classifica                     | Posizione |
| ---- | ------------------------------ | --------- |
| 2006 | Billboard Comprehensive Videos | 4         |
| 2006 | Billboard Top Music Videos     | 4         |
| 2006 | Classifica Norvegese DVD       | 6         |
| 2006 | Classifica Neo Zelandese DVD   | 6 (Gold)  |
| 2006 | Classifica Italiana DVD        | 9         |
| 2006 | Classifica Australiana DVD     | 9         |